# آبه پره‌وو
آنتوان فرانسوا پره‌وو د'اگزیل (به فرانسوی: Antoine-François abbé Prévost d'Exiles) که بیشتر با نام اَبه پره‌وو شناخته می‌شود، رمان‌نویس، مورخ، روزنامه‌نگار و مترجم قرن هجدهم میلادی اهل فرانسه بود.

## آثار
- مانون لسکو